# Llangernyw

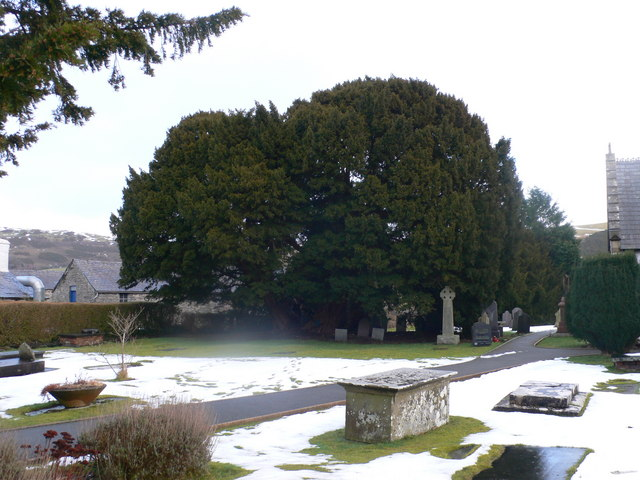
Il tasso di Llangernyw, uno dei dieci alberi più vecchi al mondo

Llangernyw  è un villaggio di circa 1.000 abitanti del Galles nord-orientale, facente parte del distretto unitario di Conwy (contea tradizionale: Denbighshire; contea cerimoniale: Clwyd) e situato lungo la confluenza tra i fiumi Elwy e Cledwen.
Il villaggio è famoso per il tasso di Llangernyw, uno dei dieci alberi più vecchi al mondo.

## Etimologia
Il nome della località deriva da un santo di nome Gorneu o Cyrnew, padre di san Digain, a cui è dedicata una chiesa (in gallese: llan) in loco.

## Geografia fisica

### Collocazione
Llangernyw si trova nella parte centrale del distretto di Conwy, a pochi chilometri dalla costa che si affaccia sulla baia di Liverpool, ad est del fiume Conwy e tra le località di Abergele e Llanrwst (rispettivamente a sud-ovest della prima e a nord-est della seconda).

## Società

### Evoluzione demografica
Al censimento del 2011, Llangernyw contava una popolazione pari a 1.079 abitanti, di cui 537 erano donne  e 542 erano uomini.
Il villaggio ha conosciuto un incremento demografico rispetto al 2001, quando contava 981 abitanti  e al 1991, quando ne contava 1.034.

## Monumenti e luoghi d'interesse

### Chiesa di San Digain e tasso di Llangernyw
Tra gli edifici storici di Llangernyw, figura la chiesa dedicata a San Digain, eretta forse nel V secolo dal santo stesso, ma con una navata di epoca Tudor o medievale.
All'interno del perimetro della chiesa si trova un albero di tasso, il cosiddetto "tasso di Llangernyw" (Llangernyw Yew), uno dei dieci alberi più vecchi al mondo, piantato forse già nell'età del Bronzo.